# Ƽ
Ƽ,ƽは、ラテン文字の一つ。

## 概要
1957年から1986年まではチワン語の第五声調（˧˥）として使われていた。
1982年に国家民族事務委員会によって批准された『壮文方案（修訂案）』では代わりにqを使うようになった。